# Joseph Chantemille
Joseph Chantemille, né le 23 avril 1827 à Saint-Sauvier (Allier) et mort le 28 mai 1909 à Neuville, commune de Saint-Christophe-le-Chaudry (Cher), est un homme politique français.

## Biographie
Joseph Chantemille est le plus jeune fils de Gabriel Chantemille, cultivateur propriétaire à Saint-Sauvier, d'une famille originaire de Leyrat (Creuse), et d'Élisabeth Thomas. Son frère plus âgé Henry (né en 1816) est percepteur ; maire de Chambérat et conseiller général de l'Allier. Un autre frère, Frédéric (1819-1854), est avocat et conseiller municipal de Montluçon en 1848 ; à la suite du coup d'État du 2 décembre 1851, il est condamné en 1852 à l'exil pour « propos séditieux » et s'installe à Bruxelles, mais il peut rentrer en France dès 1853. 
Joseph Chantemille épouse le 9 octobre 1860 à Montluçon Marie Rose Moussy (1838-1896), dont le père, Claude Moussy (1787-1859), a tenu un magasin de nouveautés place Notre-Dame à Montluçon, commerce que reprend Joseph Chantemille. Il est le grand-oncle par alliance de Jean Villepelet, évêque de Nantes.
Il a cinq filles, suivies de deux garçons. Sa fille aînée Gabrielle épouse le sculpteur André d'Houdain. Son autre fille Marguerite, épouse du magistrat Albert Monnet, est la mère du sénateur Henri Monnet, membre du Conseil constitutionnel, de Georges Monnet, député de l'Aisne et ministre de l'Agriculture du Front populaire, et de Marie-Rose Monnet, épouse du banquier Pierre Furet et mère de l'historien François Furet, membre de l'Académie française.
Négociant, il est maire de Montluçon de 1870 à 1888 et conseiller général en 1871, devenant vice-président du conseil général. Il se présente en 1871 sur la liste républicaine de l'Allier sans parvenir à y être élu. Il parvint à gagner une siège dans ce département en 1876 et jusque 1885, il siège à gauche. En mai 1877, il est l'un des signataires du manifeste des 363. 
En 1885, il passe au Sénat, battant le sénateur conservateur sortant Louis de Chantemerle. Il vote alors avec la gauche de la chambre haute. Il est rapporteur en 1893 du projet de loi accordant des encouragements spéciaux à l'industrie des huiles de schiste. Il est réélu en 1894 et présente un rapport sur le projet de loi tendant à autoriser le département de l'Yonne à contracter un emprunt et à s'imposer extraordinairement en 1895 puis  intervient dans la discussion du projet de loi portant approbation d'une convention passée entre le Ministre de l'Intérieur et la Compagnie fermière de Vichy en 1898. Chantemille ne se représente pas en 1903 en raison de son âge et après avoir échoué à reprendre la maire de Montluçon en 1896. 
Il avait acquis un grand domaine dans le Cher, à Saint-Christophe-le-Chaudry, où il fait bâtir le "château de Neuville" et où il meurt. Il est enterré avec toute sa famille au cimetière de l'Est à Montluçon.

## Sources
- « Joseph Chantemille », dans Adolphe Robert et Gaston Cougny, Dictionnaire des parlementaires français, Edgar Bourloton, 1889-1891 [détail de l’édition]
- « Joseph Chantemille », dans le Dictionnaire des parlementaires français (1889-1940), sous la direction de Jean Jolly, PUF, 1960 [détail de l’édition]
- Georges Rougeron, Les administrations départementales de l'Allier : le Conseil général, t. 1 : An VIII-1870 ; t. 2 : 1871-1940, 1960.